# Историјске теме у сликарству
Историјске теме у сликарству  у ширем смислу обухватају било који приказ који представља неку историјску, религијску, митолошку или литерарну „причу“. У ужем смислу, посебно од почетка 19. века, сликање историјских догађаја сматра се врстом сликарске теме која се искључиво односи на догађаје из историје. У том случају реч је о „историјском сликарству“. У хијерархији сликарства сликање историјских догађаја је дуго времена заузимало истакнуто место. Оно је од сликара захтевало висок степен имагинације као и велику техничку вештину.  Било је надређено сликарству портрета, жанр-сликарству, сликарству мртве природе и сликарству пејзажа јер се сматрало да се ове врсте баве „видљивом реалношћу“. Сценски наративне представе битака, ритуала и сличних радњи од најранијих времена играју важну улогу у свим културама. Нарочит подстрек сликарству историјских догађаја као ликовној уметности приповедања дало је хришћанство својим окретањем ка наративним приказима библијских садржаја и призора из живота светаца.
Сликарство историјских догађаја у смислу историјског сликарства може се посветити прошлости али и непосредним догађајима. Приказивање историјски значајних догађаја било је заступљено у свим културама (на пример римски мозаик који приказује битку Александра Великог из Помпеје, прикази из палате Карла Великог или таписерија из Бајеа на којој је приказана битка код Хејстингса).
О коришћењу сижеа из прошлости али са погледом на садашњост говори чувена слика Заклетва Хорација Жака Луја Давида на којој је 1784. античка тема искоришћена као алузија за тренутно политичко стање у Француској. Када су приказивани догађаји из непосредне прошлости они су могли да се прикажу натуралистички или да се идеалистички уздигну на виши ниво. Пример за то је слика Сплав медуза Теодора Жерикоа који је он насликао 1819. инспирисан једном поморском катастрофом. 
Представе битака као посебна врста сликарства историјских догађаја била је незаменљива као медијум који служи за извештавање о догађајима из неког рата или као глорификација тих догађаја. За то постоје многобројни примери још из старогрчког и римског сликарства. Са ренесансом је приказивање ратних сцена поново добило на значају као што то показују дела Паола Учела, Пјера дела Франческе, Андреа Монтење, Микеланђела и других. Познат је пример Александрова битка Албрехта Алтдорфера из 1528. године која је део једног циклуса који су различити сликари начинили за баварског војводу  Вилхелма IV.
У бароку су историјски догађаји такође смештани у алегоријски контекст као што показују прикази појединих битака против Турака на мору и копну. Појавом Франсиска Гоје сликање историјских догађаја добило је један нови замах. Тако слика 3. мај 1808 из 1814. године не показује више алегоријски узвишене сцене победе већ победници и побеђени у композицији заузимају исти део простора. До изражаја долази и ужас над ратним страхотама. 
У 19. веку овај жанр сликарства доживљава стварни процват. Потреба да се историја сликом визуелно приближи посматрачу подстакла је сликаре као што су Франсоа Жерар, Антоан-Жан Грос, Вилхелм ф. Колбах, Карл Теодор Пилоти и друге да крену у потрагу за монументалном сликом која је осцилирала између натуралистичке прецизности и драматичног патоса. 
У 20. веку уметници се само у појединачним и усамљеним случајевима посвећују сликању историјских догађаја. Само сликари који су се у ширем смислу речи држали фигуративности могли су да створе ликовне интерпретације историјских догађаја. То су на пример били Пабло Пикасо, Ото Дикс, Жорж Грос, Макс Бекман и други. У комунистичким земљама развио се социјалистички реализам, који је између осталог имао задатак да велича владајући режим. У новије време сликарство се ретко окреће историјским темама. Супротан пример је Октобарски циклус Герхарда Рихтера а глобалним променама више се бави фотографија и видео.